# ROT-priset

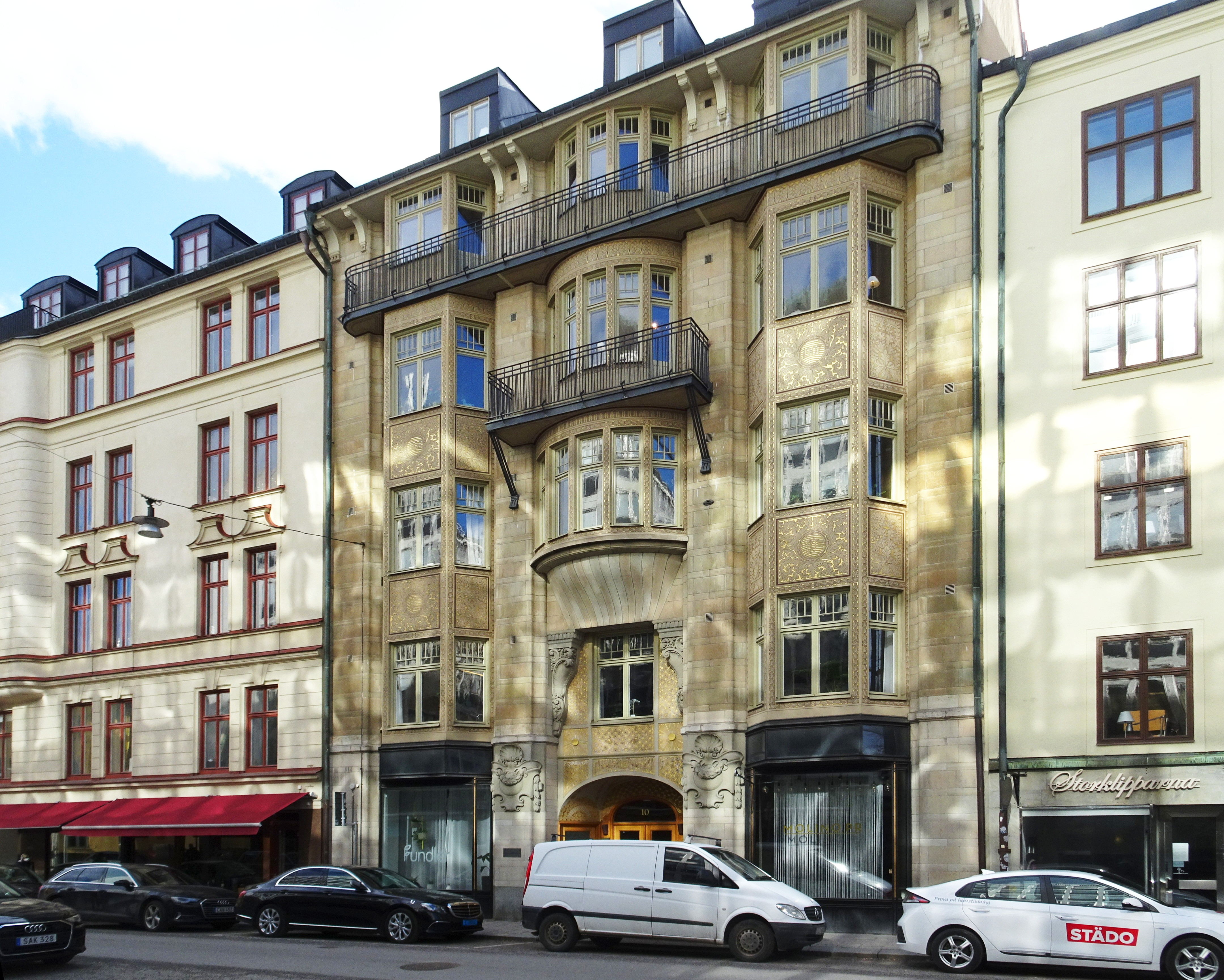
Havssvalget 17, första ROT-priset utdelat 1992.

ROT-priset, som instiftades av Stockholms Byggmästareförening 1990, är ett årligt pris som tillkommit för att främja ombyggande i Stockholm. Priset ges till den beställare, arkitekt respektive byggentreprenör som i samband med renovering, ombyggnad och/eller tillbyggnad bäst tillvaratagit byggnadens särdrag och kvaliteter och/eller gett fastigheten en ny användning på ett elegant sätt. Det första priset delades ut 1992 och gick då till fastigheten Havssvalget 17 vid Storgatan 10 på Östermalm i Stockholm. Förleden ROT syftar på Renovering, Ombyggnad och Tillbyggnad (se även Rot-programmet).

## Pristagare
- 1992 – Havssvalget 17
- 1993 – Centralposthuset
- 1994 – Kvarteret Repslagaren
- 1995 – Kvarteret Fjärdingsmannen
- 1996 – TV 4-huset
- 1997 – KTHs huvudbyggnad
- 1998 – Hökmosseskolan
- 1999 – Veddesta 2:79
- 2000 – Överkikaren 34
- 2001 – Luftverkstaden, Sickla Köpkvarter
- 2002 – Kungliga Tekniska Högskolan
- 2003 – CityCronan
- 2004 – OM Port
- 2005 – Östra stallet
- 2006 – Sickla Galleria
- 2007 – Burmanska huset
- 2008 – Zinkensdammsskolan
- 2009 – Lydmar Hotel
- 2010 – Stockholms Rådhus
- 2011 – Stora Tullhuset (ombyggnad till Fotografiska)
- 2012 – Beckomberga
- 2013 – Jarlahuset
- 2014 – Blomsterfondens seniorbostäder
- 2015 – Norrtulls sjukhus (Mimer 8)
- 2016 – Bergrumsgaraget, Årstadal
- 2017 – Eastmaninstitutet
- 2018 – Södra station
- 2019 – Nationalmuseum
- 2020 – Sankt Johannes kyrka
- 2021 – Gasverket Hus 8
- 2022 – Viktor Rydbergs skola Fisksätra
- 2023 –  S:t Paulskyrkan, Stockholm
- 2024 – Högalidskyrkan

### Bilder (urval)

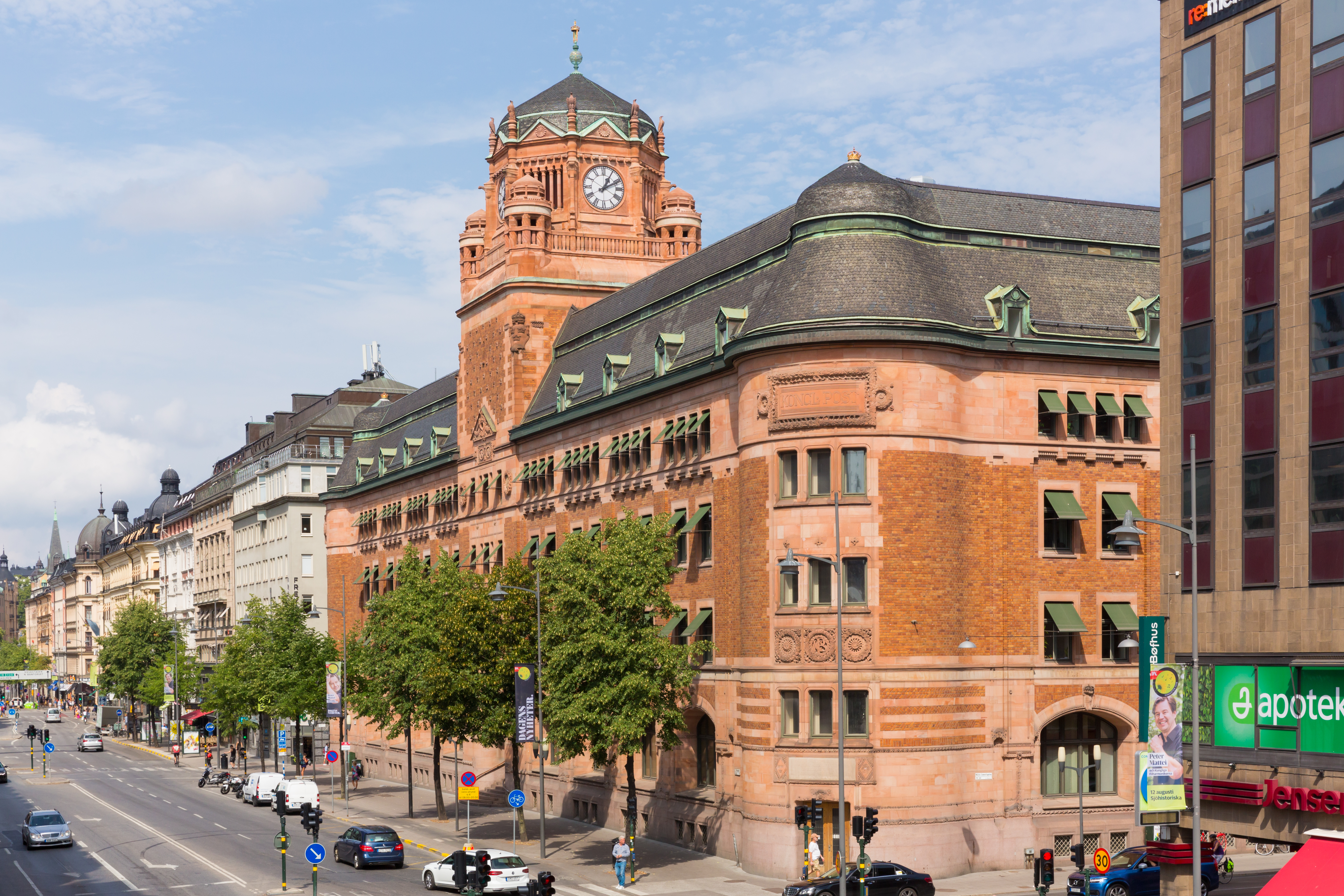
Centralposthuset (pristagare 1993)
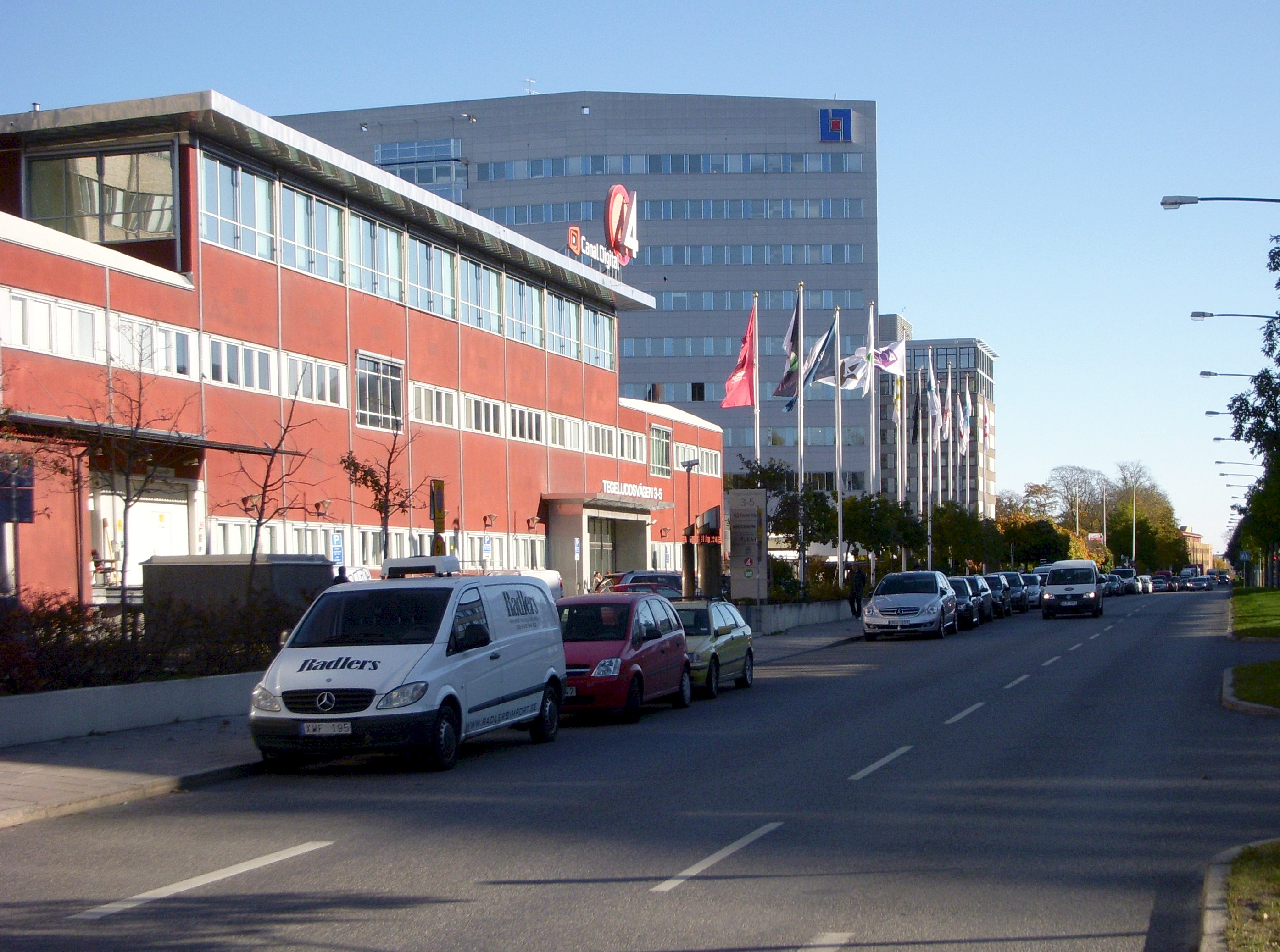
TV4- huset (pristagare 1996)
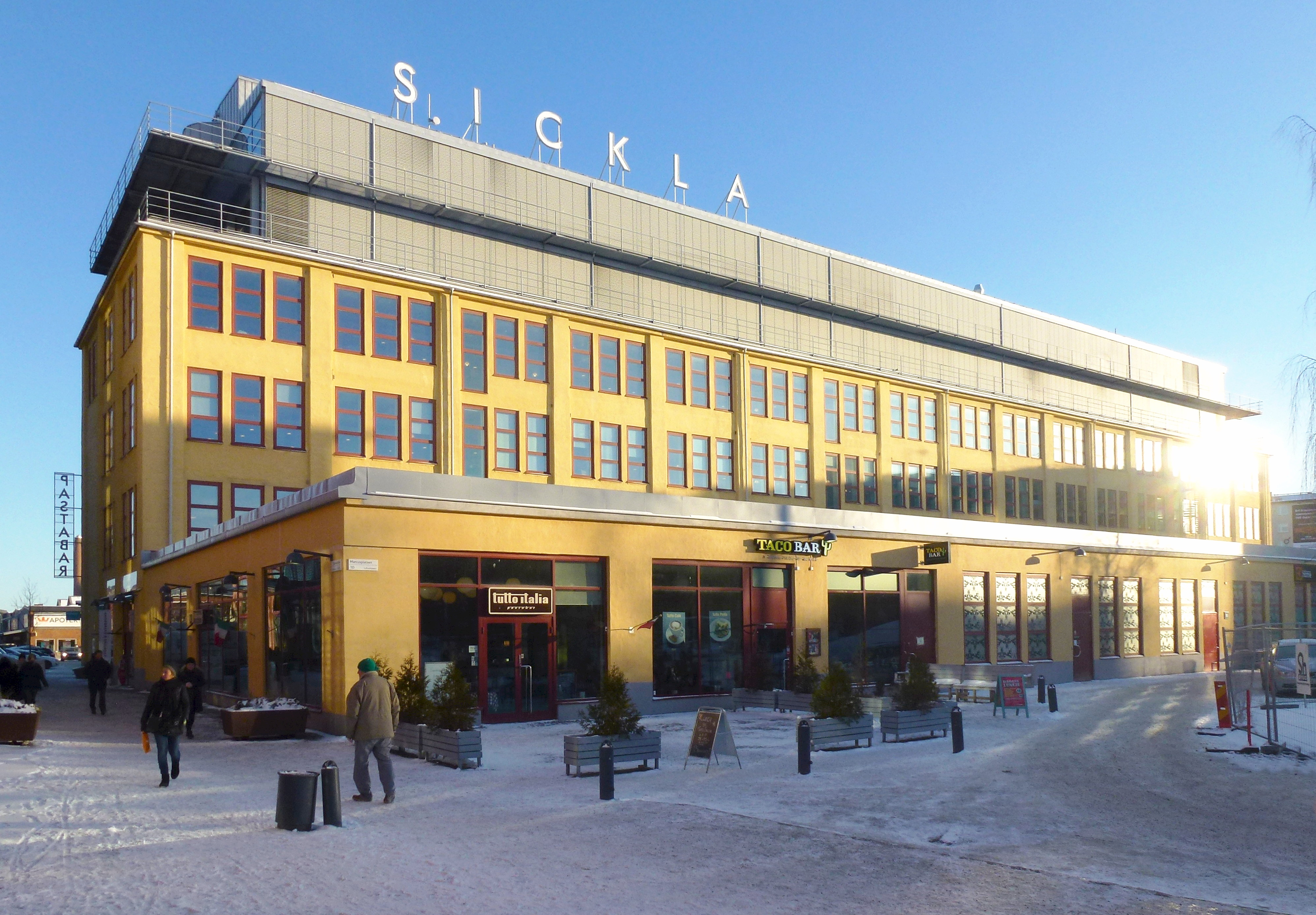
Luftverkstaden (pristagare 2001)
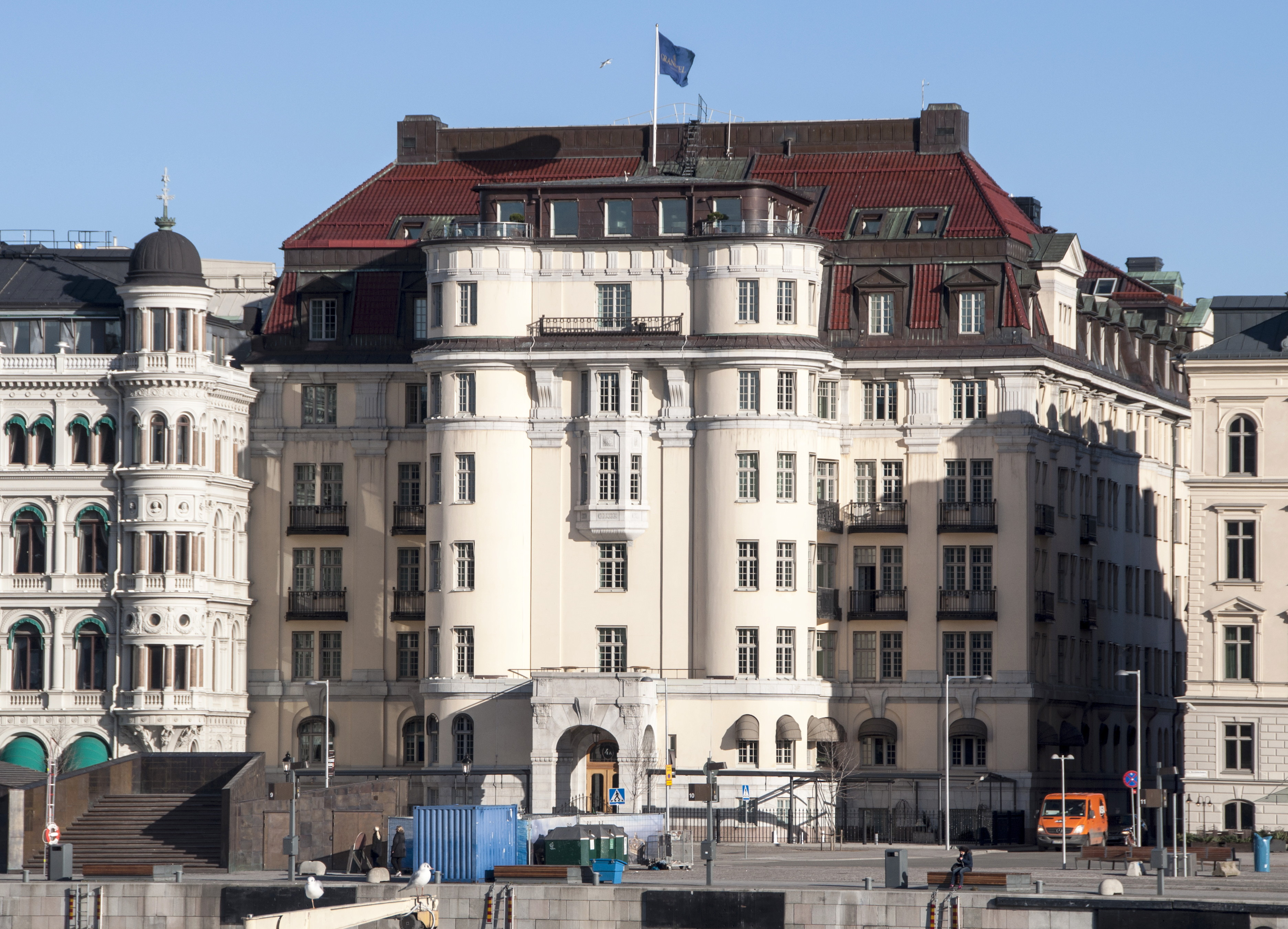
Burmanska huset (pristagare 2007)
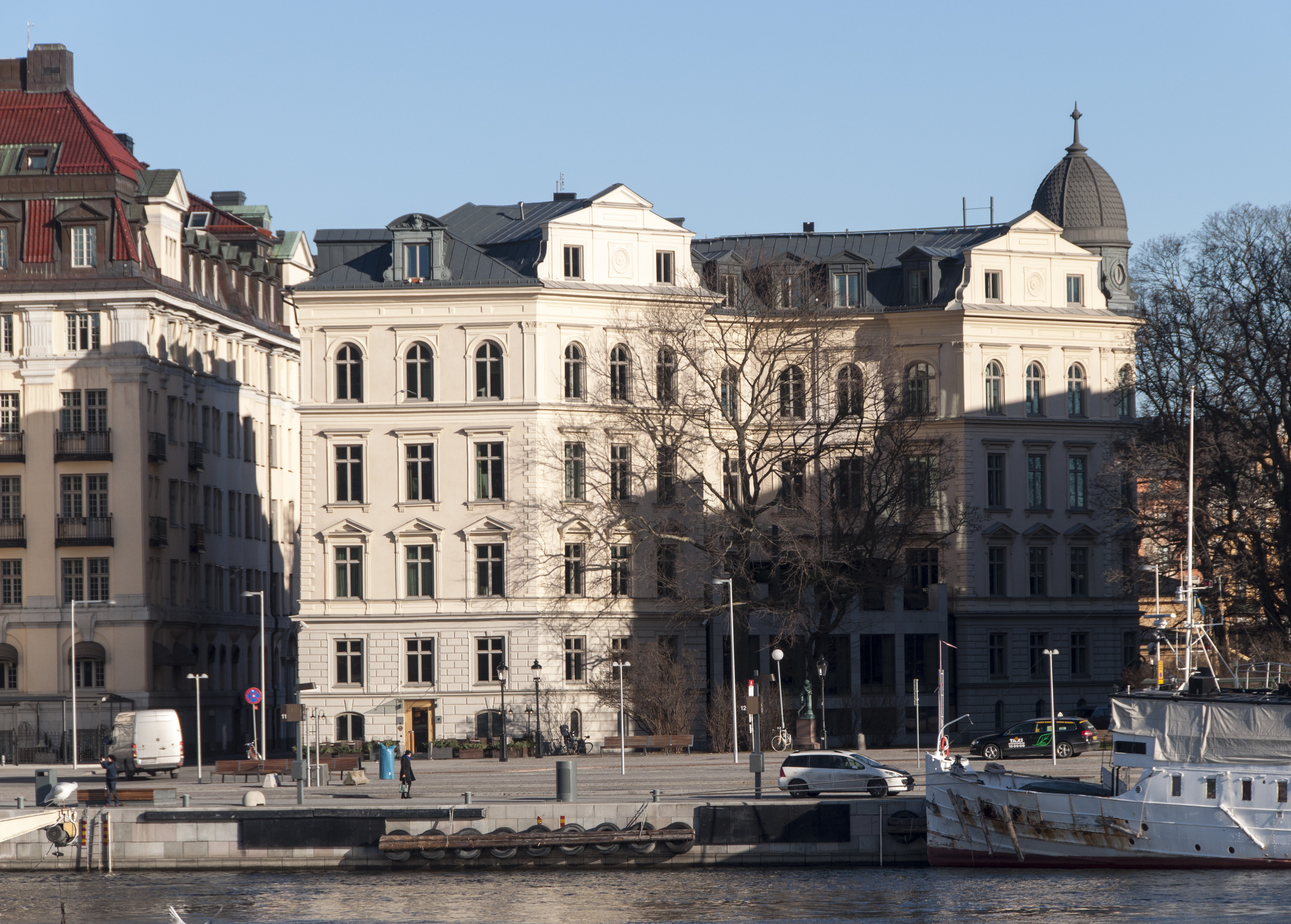
Lydmar Hotel (pristagare 2009)

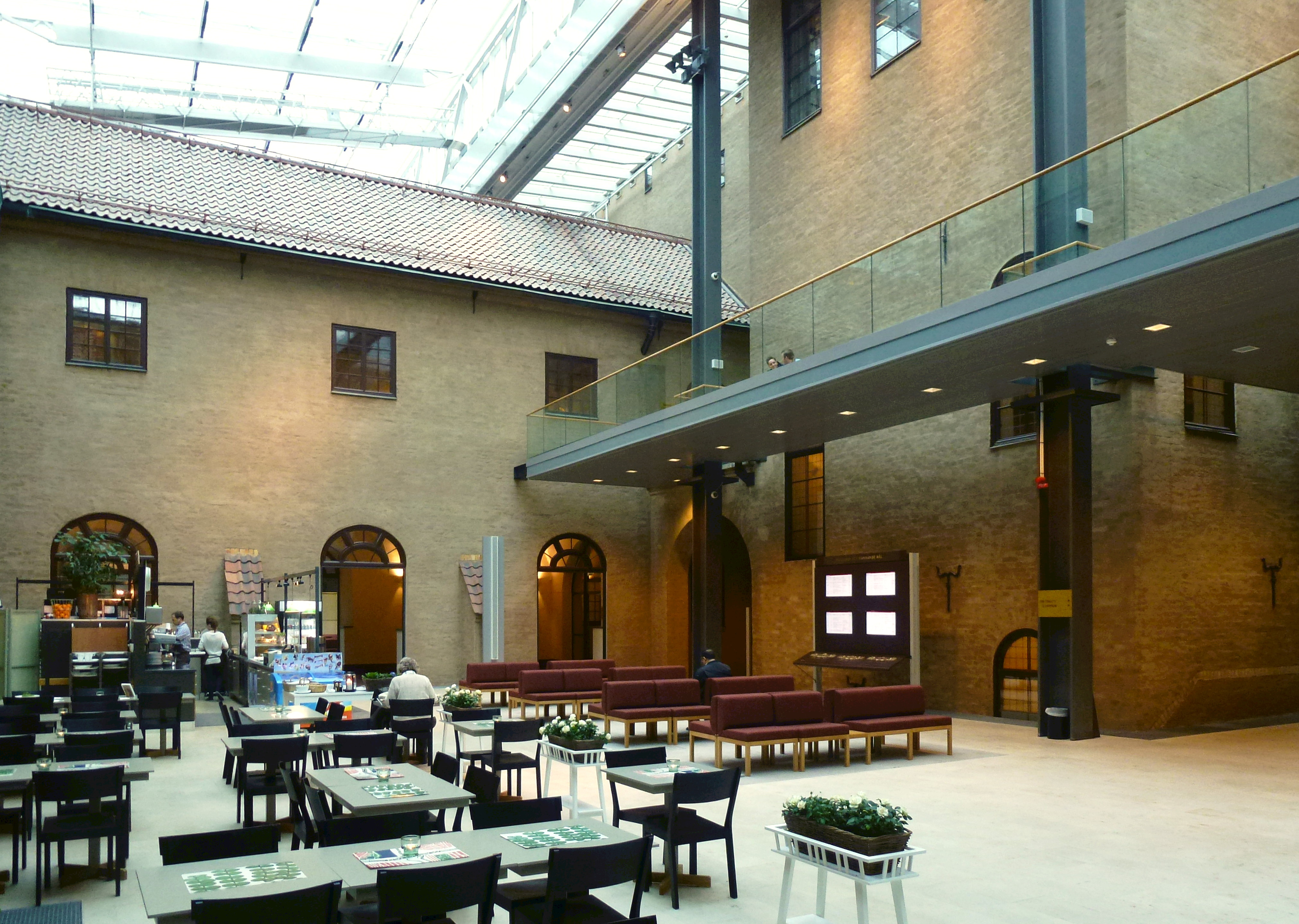
Stockholms Rådhus (pristagare 2010)
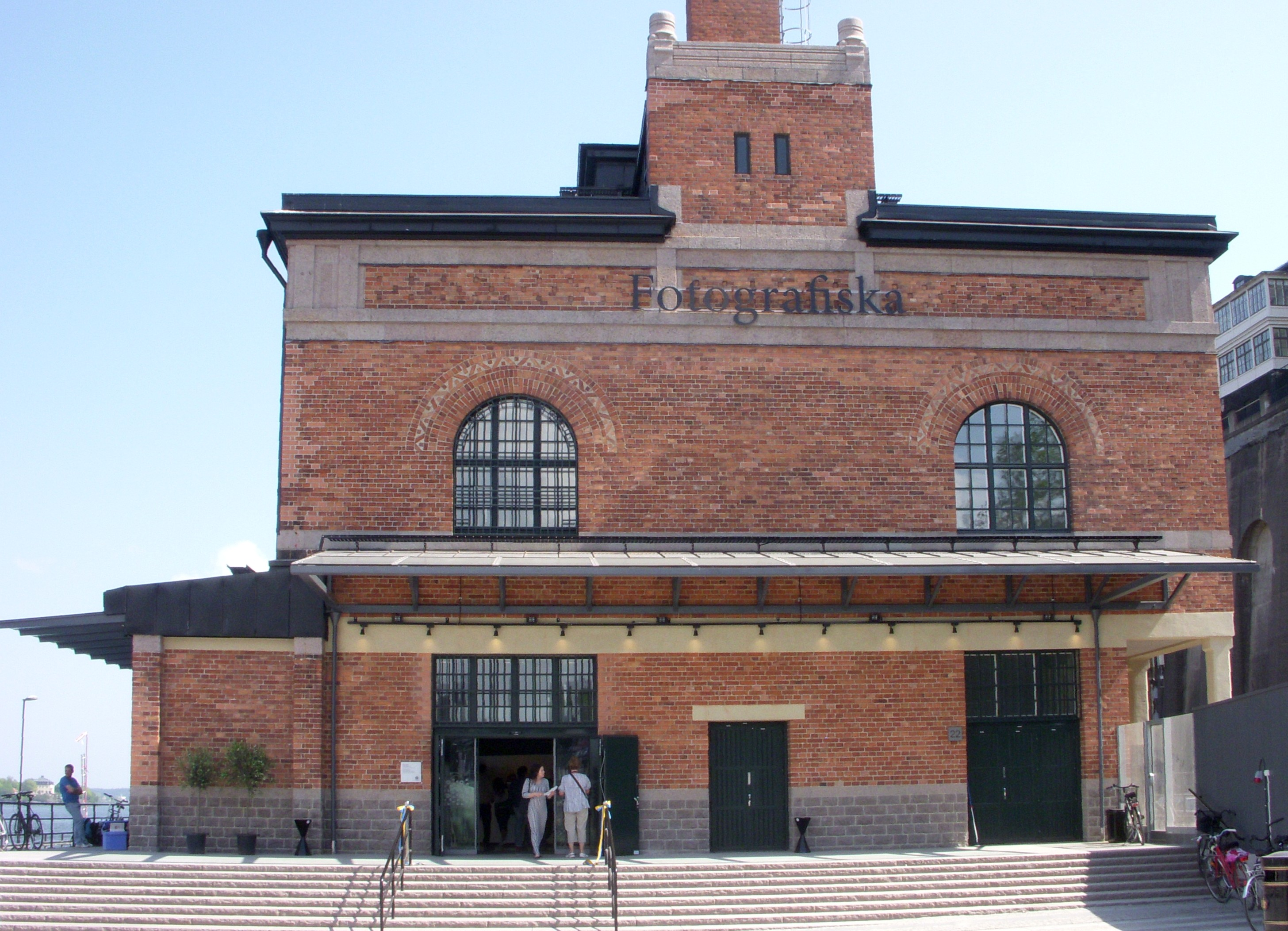
Fotografiska (pristagare 2011)
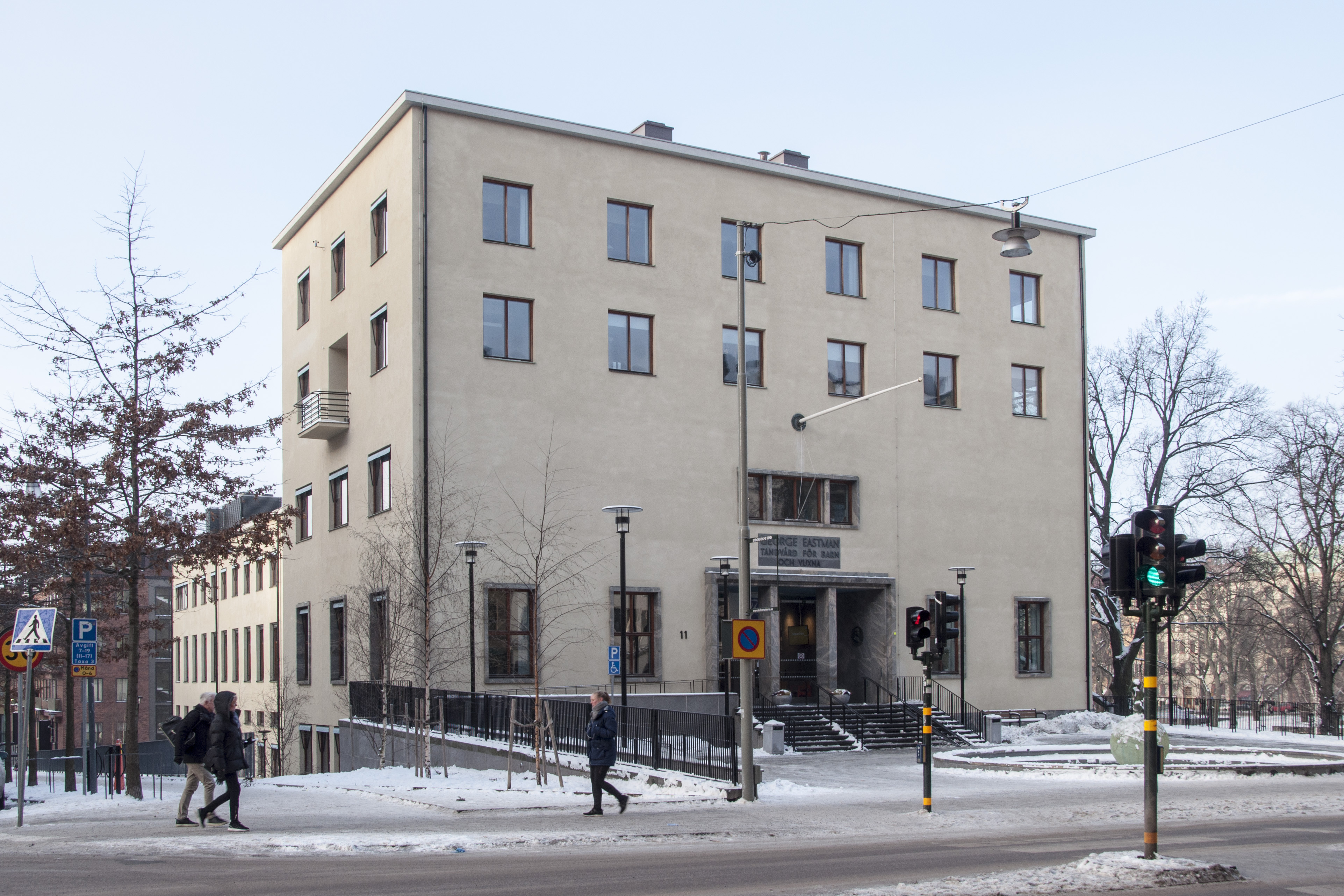
Eastmaninstitutet (pristagare 2017)
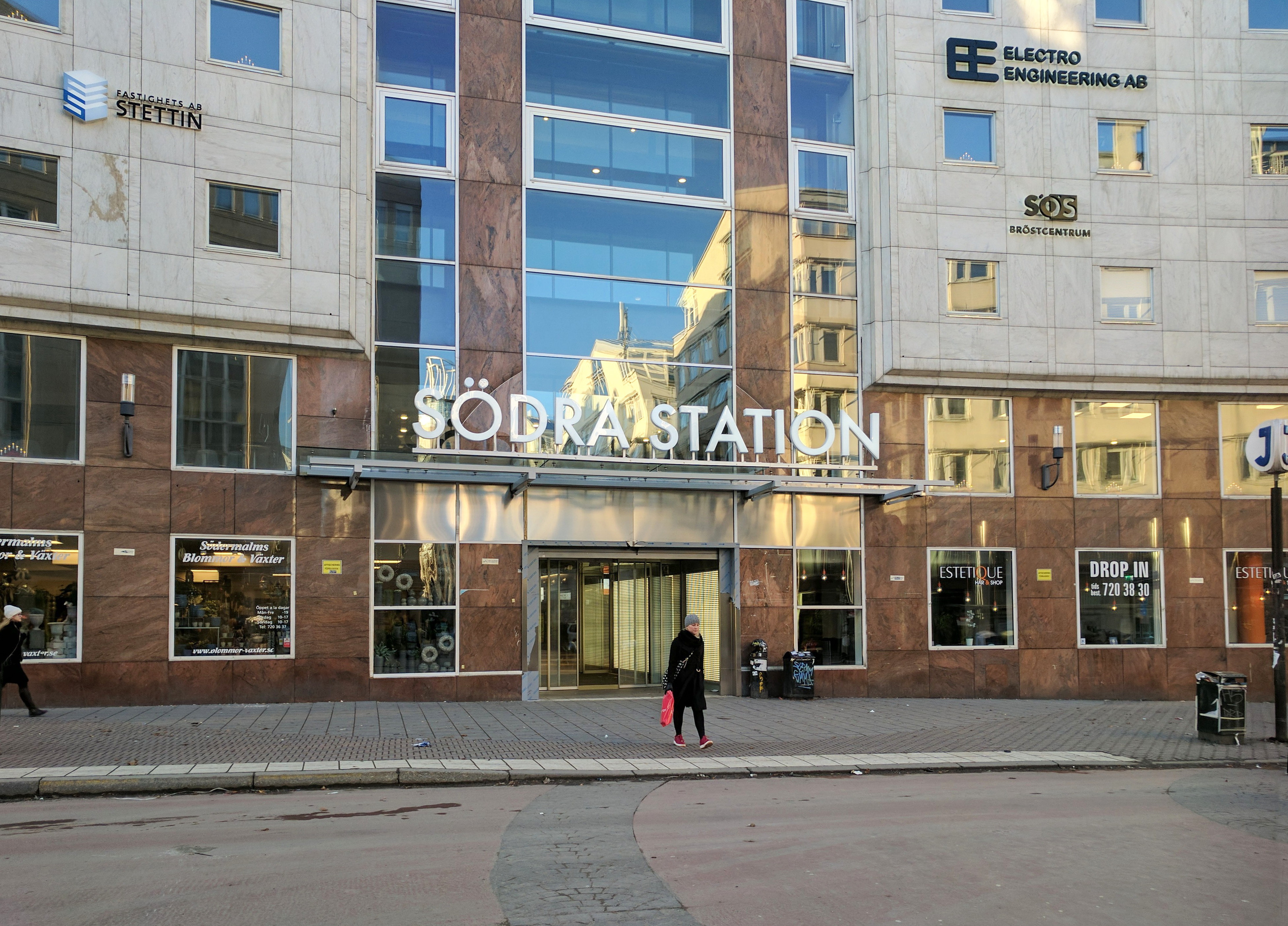
Södra Station (pristagare 2018)
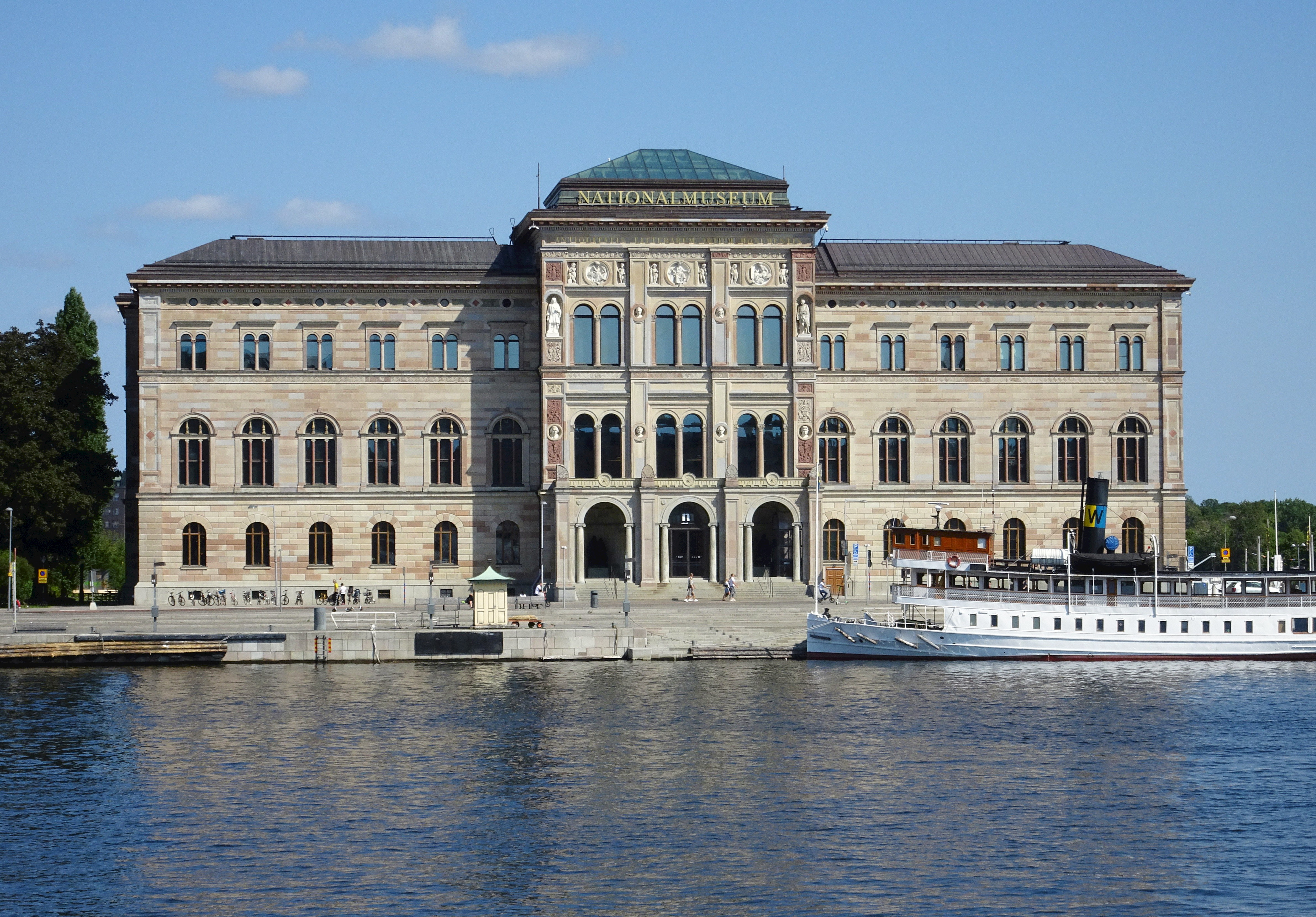
Nationalmuseum (byggnad) (pristagare 2019)